# Casco M1

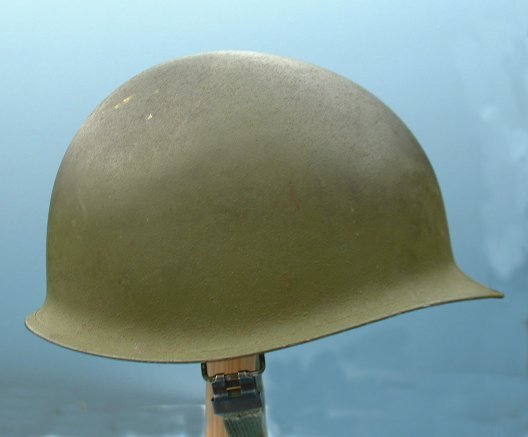
Casco M1 de la época de la Guerra de Vietnam.

El casco M1 es un casco de combate que fue usado por las Fuerzas Armadas de los Estados Unidos desde la Segunda Guerra Mundial hasta que fue reemplazado por el casco PASGT a principios de 1985. Durante más de cuarenta años, el M1 fue el equipo estándar de las Fuerzas Armadas de Estados Unidos, y su diseño inspiró a otras fuerzas armadas alrededor del mundo.
El casco M1 es extremadamente popular entre los coleccionistas de militaria y cascos de la Segunda Guerra Mundial, y son más valiosos que los modelos posteriores. Los cascos de la época de la SGM, Corea y de Vietnam son difíciles de encontrar. Los cascos con marcas raras o con alguna historia documentada tienden a ser más caros aún. Esto es particularmente cierto para los cascos de paracaidistas, los cuales son de la variantes conocidas como casco M1C y casco M2.

## Historia

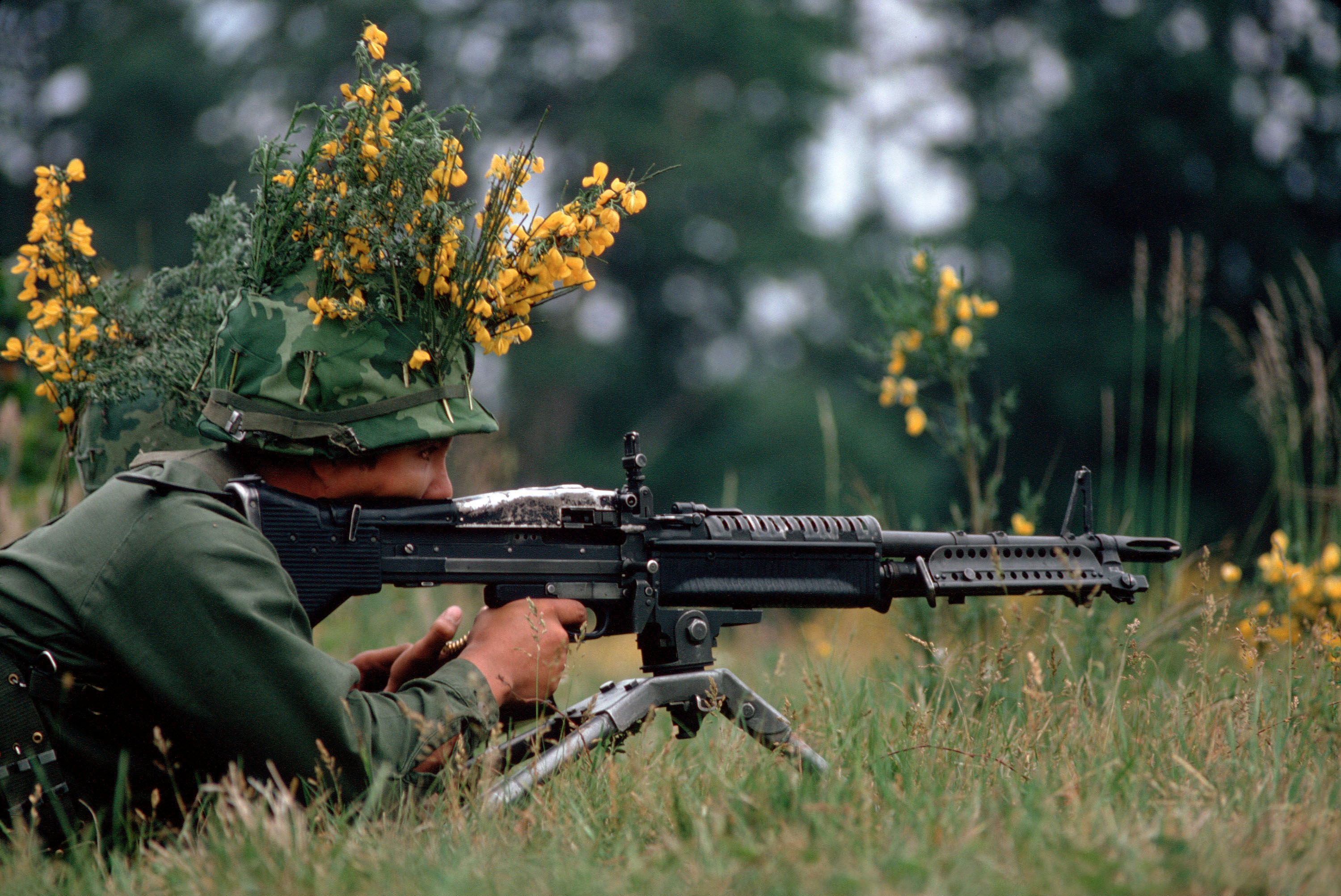
Un soldado con un casco M1. Su casco tiene una funda camuflada y le ha agregado camuflaje natural en las ranuras de la funda. Está manejando una ametralladora M60.

El casco M1 aparece durante la Segunda Guerra Mundial, en 1941, para reemplazar al casco de acero M1917A1. Durante su vida de servicio, se fabricaron 20 millones de cascos de acero US M-1. Una segunda serie de aproximadamente un millón de unidades fue producida en 1966-1967 para la Guerra de Vietnam. El casco de la guerra de Vietnam difería de la versión usada en la Segunda Guerra Mundial y en la Guerra de Corea en que su perfil era más bajo, o su domo menos pronunciado, y estaba pintado de verde oliva claro. También usado en Guerra de Malvinas en 1982 por el ejército argentino. M1 fue retirado durante la década de 1980, siendo reemplazado por el Casco PASGT, que posee una mayor ergonomía y una mejor protección balística. Es de notar que no hay diferencia en la nomenclatura de los cascos de la época de guerra y de postguerra en el sistema de suministros del United States Army, por lo que el casco de la Segunda Guerra Mundial se mantuvo en uso hasta que el M1 fue retirado del servicio.
A pesar de ser obsoleto en Estados Unidos, el Casco M1 y sus variantes internacionales permanecen en uso en otras naciones alrededor del mundo. El casco interior M1 ocupa un nicho simbólico en las fuerzas armadas estadounidenses. Por ejemplo, el casco interior es usado actualmente en el entrenamiento por los candidatos al SEAL BUD/S, donde son pintados con el número de clase, nombre y rango; versiones pintadas y cromadas permanecen en uso en unidades ceremoniales. Los soldados de la reserva de las Fuerzas de Defensa de Israel utilizaron el casco M1 en combate al menos hasta el año 2006.

## Diseño

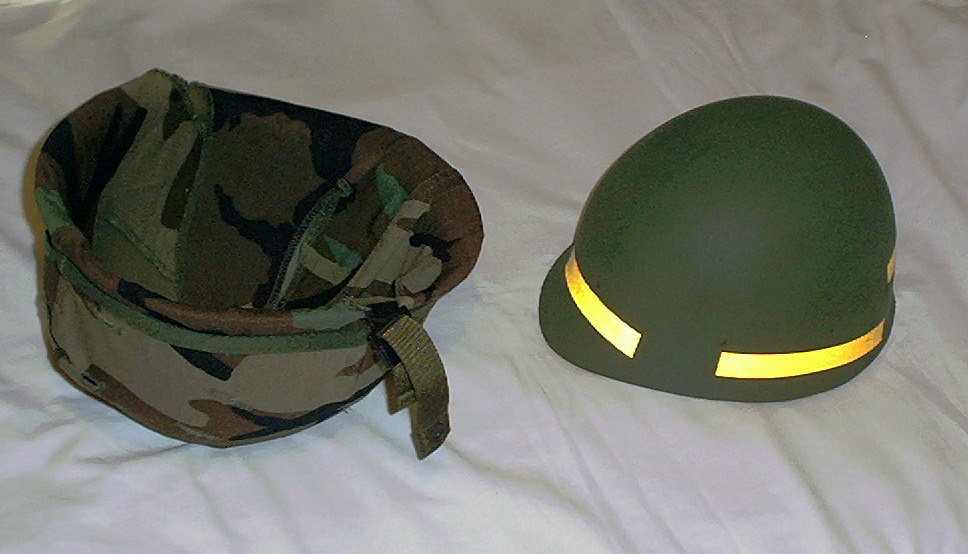
Los dos componentes del casco M1. A la izquierda, el casco exterior, de acero, en este caso con una cubierta de tela camuflada. A la derecha, el casco interior.

El M1 está compuesto por dos cascos de una sola medida: Un caparazón exterior, a veces llamado "olla de acero", fabricado en metal, y un casco interior similar al usado en la construcción que contiene el sistema de suspensión que se puede ajustar a la cabeza del usuario. Pueden colocarse en el casco fundas y redes para cubrirlo con material adicional. Para fijarlo, los bordes de la funda o la red se colocan dentro del casco exterior, y luego se aseguran al insertar el casco interior.
El casco exterior no se puede usar sin el casco interior, mientras que este sí se puede utilizar solo, dando una protección similar al de un casco de trabajo, y era a menudo empleado de esta forma por la policía militar, asistentes de instructores y personal de otros rangos, a pesar de que se suponía que usaban el casco completo. El casco interior se porta a veces usado en las ceremonias o paradas de las fuerzas armadas de Estados Unidos, pintado de blanco o cromado.

## Usuarios
- Argentina[1]
- Alemania
- Australia
- Canadá
- Estados Unidos
- Francia
- Israel
- Japón
- Colombia
- Vietnam
- Ecuador
- España
- Perú
- Chile
- México
- Albania
- Finlandia